# Harriet Hedenmo
Harriet Ingeborg Hedenmo, född Eriksson den 24 oktober 1922 i S:t Olofs församling i Norrköping, död 12 januari 2010 i Barkåkra församling, Skåne län, var en svensk skådespelare. Hon var verksam vid bland annat Dramaten, Norrköping-Linköping stadsteater och Malmö stadsteater.
Hedenmo var dotter till bilreparatör Sigfrid Gerhard Johansson och Anna Elvira Eriksson. Föräldrarna gifte sig 1924 och hon fick då efternamnet Johansson. Familjen bytte senare namn till Hedenmo. Hon var från 1951 gift med målaren Karl-Erik Tempte med vilken hon hade en son.

## Teater

### Roller (ej komplett)
| År   | Roll                                       | Produktion                                                  | Regi                 | Teater                           |
| ---- | ------------------------------------------ | ----------------------------------------------------------- | -------------------- | -------------------------------- |
| 1945 | Calle Blomster                             | Sanningens pärla Zacharias Topelius                         | Göran Gentele        | Dramaten                         |
| 1945 | Tredje erinnyan En tredje kvinna En kvinna | Flugorna Jean-Paul Sartre                                   | Alf Sjöberg          | Dramaten                         |
| 1945 | Marit                                      | Ung rätt Sten Sternberg                                     | Göran Gentele        | Dramaten                         |
| 1945 | Fröken Carr, lärarinna vid barnhemmet      | En radiobragd Charlotte Chorpenning                         | Göran Gentele        | Dramaten                         |
| 1946 | Edna                                       | Det är från polisen… John Boynton Priestley                 | Rune Carlsten        | Dramaten                         |
| 1946 | Madam Rapp                                 | Henrik IV William Shakespeare                               | Göran Gentele        | Dramaten                         |
| 1946 | Maggie                                     | Pappa Russel Crouse och Howard Lindsay                      | Stig Torsslow        | Dramaten                         |
| 1946 | Medlem i Astralgruppen                     | S:t Antonius visar vägen Ronald Duncan                      | Alf Sjöberg          | Dramaten                         |
| 1946 | Annie Cantley                              | Robinson och Kungen Friedrich Forster                       | Rudolf Wendbladh     | Dramaten                         |
| 1947 | Goeleke, Boules dotter                     | Två skälmar i paradiset Gaston-Marie Martens och André Obey | Göran Gentele        | Dramaten                         |
| 1947 | Sara Tansey, flicka från byn               | Hjälten på den gröna ön John Millington Synge               | Göran Gentele        | Dramaten                         |
| 1947 | Pearl, prostituerad                        | Si, iskarlen kommer! Eugene O'Neill                         | Olof Molander        | Dramaten                         |
| 1948 | Jeanette                                   | En vildfågel Jean Anouilh                                   | Rune Carlsten        | Dramaten                         |
| 1948 | Den Vilda                                  | Vi tre debutera Herbert Grevenius                           | Göran Gentele        | Dramaten                         |
| 1948 | Astrid                                     | Sonens återkomst Marika Stiernstedt                         | Rune Carlsten        | Dramaten                         |
| 1949 | Kusinen                                    | Leka med elden August Strindberg                            | Mimi Pollak          | Dramaten                         |
| 1949 | Monica Reed                                | Fröjd för stunden Noël Coward                               | Lars-Levi Læstadius  | Helsingborgs stadsteater         |
| 1949 | Hon                                        | Dialog Bengt Blomgren                                       | Börje Nyberg         | Helsingborgs stadsteater         |
| 1949 | Diana Messerschmann                        | Slottsbalen Jean Anouilh                                    | Börje Nyberg         | Helsingborgs stadsteater         |
| 1949 | Modern                                     | Askungen                                                    | Arne Ragneborn       | Helsingborgs stadsteater         |
| 1950 | Kvinnan                                    | En handelsresandes död Arthur Miller                        | Lars-Levi Læstadius  | Helsingborgs stadsteater         |
| 1950 | Rose                                       | Skomakarens frimåndag Thomas Dekker                         | Lars-Levi Læstadius  | Helsingborgs stadsteater         |
| 1950 |                                            | Lycklig som Larry Donagh MacDonagh                          | John Zacharias       | Helsingborgs stadsteater         |
| 1950 | Rut                                        | Simon trollkarlen Tore Zetterholm                           | Ingrid Luterkort     | Helsingborgs stadsteater         |
| 1950 | Safia                                      | Vävaren i Bagdad Hjalmar Bergman                            | Keve Hjelm           | Helsingborgs stadsteater         |
| 1951 | Lorna                                      | Jane W. Somerset Maugham                                    | Ingrid Luterkort     | Helsingborgs stadsteater         |
| 1951 |                                            | Markens gud Paul Green                                      | Börje Mellvig        | Riksteatern                      |
| 1951 | Madeleine                                  | Inte för er, mina damer Sacha Guitry                        | John Zacharias       | Helsingborgs stadsteater         |
| 1951 | Laura                                      | Hus med dubbel ingång Pedro Calderón de la Barca            | John Zacharias       | Helsingborgs stadsteater         |
| 1951 | Maman                                      | Lyckliga tid Samuel A. Taylor                               | Ingrid Luterkort     | Helsingborgs stadsteater         |
| 1952 | Jenny                                      | Dödsdansen August Strindberg                                | Keve Hjelm           | Helsingborgs stadsteater         |
| 1952 | Solange                                    | Jungfruleken Jean Genet                                     | Ingrid Luterkort     | Helsingborgs stadsteater         |
| 1952 | Nille                                      | Erasmus Montanus Ludvig Holberg                             | John Zacharias       | Helsingborgs stadsteater         |
| 1952 | Marinette                                  | Bröllopet på Seine Marcel Achard                            | Ingrid Luterkort     | Helsingborgs stadsteater         |
| 1952 | Hester Collyer                             | Livet ska levas (The Deep Blue Sea) Terence Rattigan        | Ingrid Luterkort     | Helsingborgs stadsteater         |
| 1953 | Rheba                                      | Komedin om oss människor Moss Hart och George S. Kaufman    | Ingrid Luterkort     | Helsingborgs stadsteater         |
| 1953 | Margot Wendice                             | Mord per telefon Frederick Knott                            | John Zacharias       | Helsingborgs stadsteater         |
| 1953 | Thérèse                                    | Apollon från Bellac Jean Giraudoux                          | Gunnar Olsson        | Helsingborgs stadsteater         |
| 1953 | Roberte Bertolier                          | Ett huvud kortare Marcel Aymé                               | John Zacharias       | Helsingborgs stadsteater         |
| 1953 | Margot Wendice                             | Slå nollan till polisen Frederick Knott                     | Hasse Ekman          | Intiman                          |
| 1953 | Mrs Sedley                                 | Den ljuva timmen Anna Bonacci                               | Olof Thunberg        | Norrköping-Linköping stadsteater |
| 1953 | Gina Ekdahl                                | Vildanden Henrik Ibsen                                      | Ingrid Luterkort     | Norrköping-Linköping stadsteater |
| 1954 | Helen Allistair                            | Kvinnor i skymning Sylvia Rayman                            | Ingrid Luterkort     | Norrköping-Linköping stadsteater |
| 1954 | Rose                                       | Sagan Hjalmar Bergman                                       | Olof Thunberg        | Norrköping-Linköping stadsteater |
| 1954 | Markisinnan Eloise de Kestournel           | Markisinnan Noël Coward                                     | John Zacharias       | Norrköping-Linköping stadsteater |
| 1954 | Eva                                        | Tjuvarnas bal Jean Anouilh                                  | John Zacharias       | Norrköping-Linköping stadsteater |
| 1955 | Julia Hersey Gibbs                         | Vår lilla stad Thornton Wilder                              | Ingrid Luterkort     | Norrköping-Linköping stadsteater |
| 1955 | Madame de Léry                             | En nyck Alfred de Musset                                    | Ingrid Luterkort     | Norrköping-Linköping stadsteater |
| 1955 |                                            | Donadieu Fritz Hochländer                                   | Lars-Levi Læstadius  | Malmö stadsteater                |
| 1955 | Lea                                        | Lea och Rakel Vilhelm Moberg                                | Ingmar Bergman       | Malmö stadsteater                |
| 1956 | Xarita Ignacevna Ogudalov                  | Bruden utan hemgift Aleksandr Ostrovskij                    | Ingmar Bergman       | Malmö stadsteater                |
| 1956 |                                            | Ornifle Jean Anouilh                                        | Yngve Nordwall       | Malmö stadsteater                |
| 1956 | Lucienne Vatelin                           | Fruar på vift Georges Feydeau                               | Yngve Nordwall       | Malmö stadsteater                |
| 1956 | Mae                                        | Katt på hett plåttak Tennessee Williams                     | Ingmar Bergman       | Malmö stadsteater                |
| 1956 |                                            | Kittelflickarens bröllop John Millington Synge              | Mats Johansson       | Malmö stadsteater                |
| 1957 |                                            | Millionen Roger MacDougall                                  | Yngve Nordwall       | Malmö stadsteater                |
| 1957 |                                            | Den fantastiske herr Pennypacker Liam O'Brien               | Mats Johansson       | Folkteatern, Göteborg            |
| 1957 | Berit                                      | Isak Juntti hade många söner Björn-Erik Höijer              | Gunnar Ekström       | Folkteatern, Göteborg            |
| 1958 | Pegeen Mike                                | Hjälten på den gröna ön John Millington Synge               | Mats Johansson       | Folkteatern, Göteborg            |
| 1958 | Olive Lashbrooke                           | Turturduvans röst John van Druten                           | Lars Gerhard Norberg | Folkteatern, Göteborg            |
| 1958 |                                            | Mannen, djuret och dygden Luigi Pirandello                  | Gunnar Ekström       | Folkteatern, Göteborg            |
| 1959 |                                            | Kapten Kid Tore Zetterholm                                  | Mats Johansson       | Folkteatern, Göteborg            |
| 1959 |                                            | Romans på slottet Staffan Tjerneld och Kai Normann Andersen | Jackie Söderman      | Folkteatern, Göteborg            |
| 1959 |                                            | Party Jane Arden                                            | Yngve Nordwall       | Riksteatern                      |
| 1961 | Fru Perrichon                              | Perrichons resa Eugène Labiche                              | Mats Johansson       | Helsingborgs stadsteater         |
| 1962 | Laura Hammond                              | Bättre sent än aldrig Felicity Douglas                      | Lars-Erik Liedholm   | Helsingborgs stadsteater         |
| 1962 | Nell Palmer                                | Värmebölja Ted Willis                                       | Lars-Erik Liedholm   | Helsingborgs stadsteater         |
| 1964 |                                            | Bernardas hus Federico García Lorca                         | Eva Sköld            | Malmö stadsteater                |
| 1970 |                                            | Lorden från gränden L. Arthur Rose och Noel Gay             | Martin Söderhjelm    | Fredriksdalsteatern              |

## Radioteater

### Roller
| År   | Roll                   | Produktion                                 | Regi        |
| ---- | ---------------------- | ------------------------------------------ | ----------- |
| 1948 | Iras, Kleopatras tärna | Antonius och Kleopatra William Shakespeare | Alf Sjöberg |

## Bilder

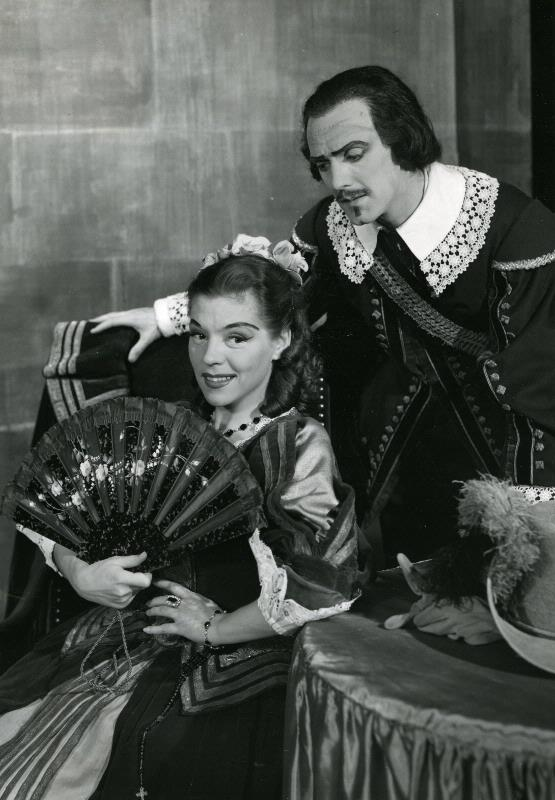
Harriet Hedenmo och Ragnar Thell i Hus med dubbel ingång på Helsingborgs stadsteater 1951.
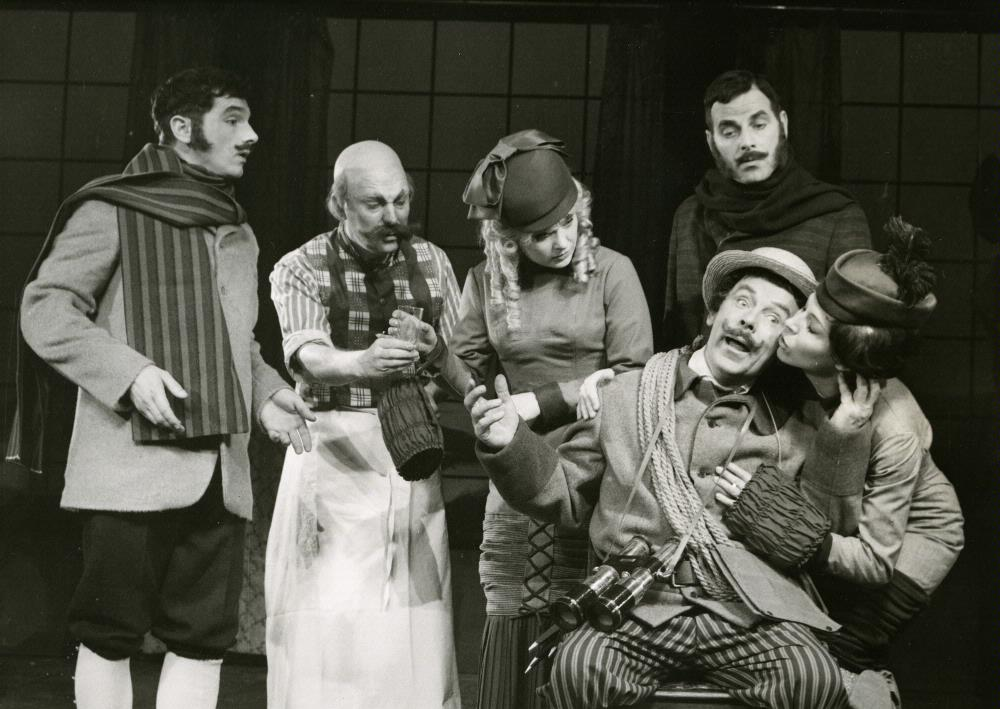
Alf Nilsson, Willy Keidser, Gerd Hegnell, Nils Poppe, Ulf Qvarsebo och Harriet Hedenmo i Perrichons resa på Helsingborgs stadsteater 1961.
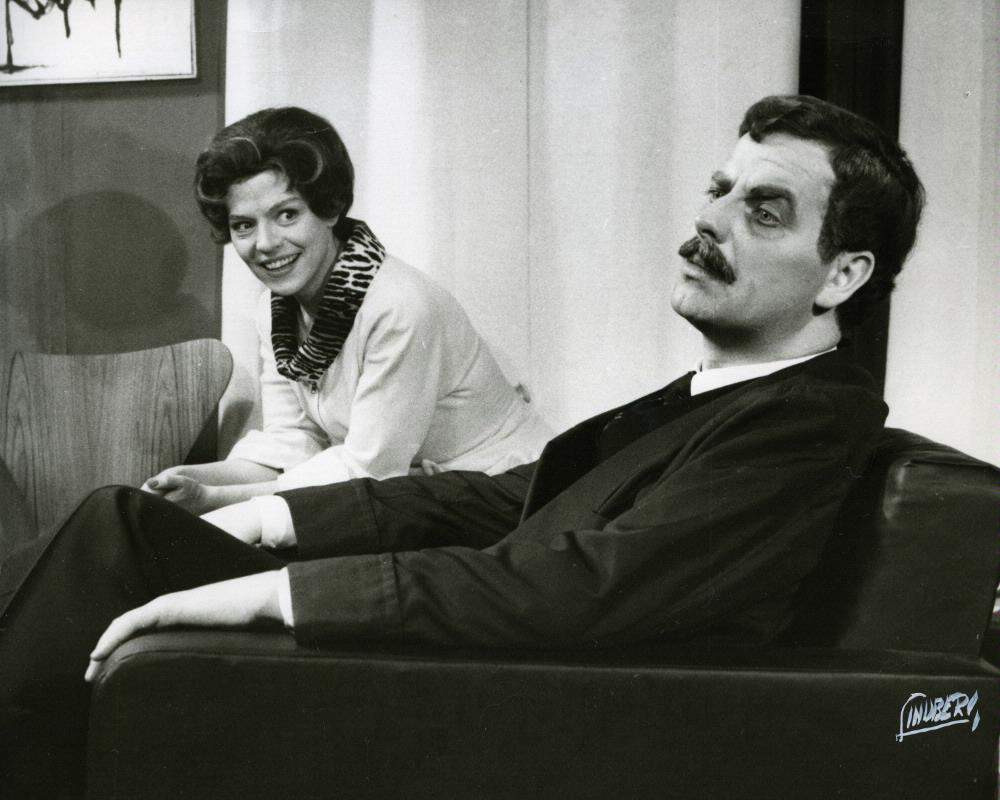
Harriet Hedenmo och Ulf Qvarsebo i Bättre sent än aldrig på Helsingborgs stadsteater 1962.
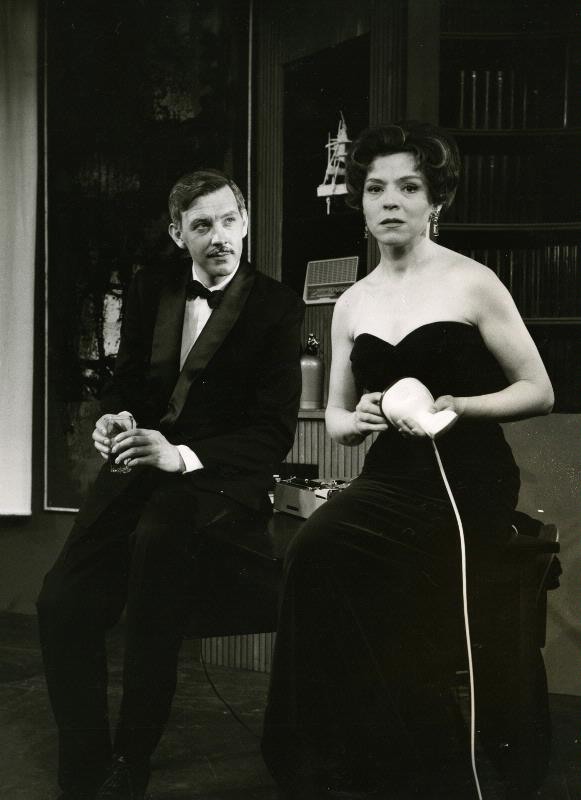
Arne Eriksson och Harriet Hedenmo i Bättre sent än aldrig på Helsingborgs stadsteater 1962.
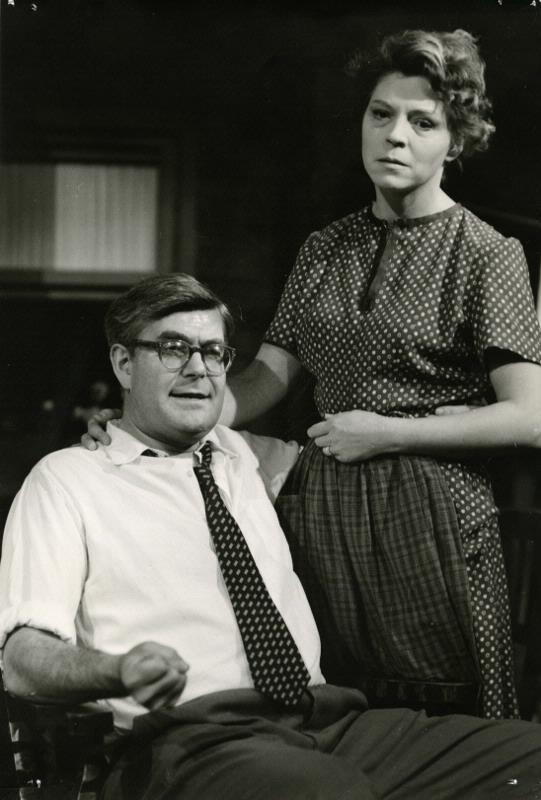
Erik Strandell och Harriet Hedenmo i Värmebölja på Helsingborgs stadsteater 1962.